# Sererês
Os sererês são um grupo etnorreligioso da África Ocidental. Eles são o terceiro maior grupo étnico no Senegal, representando 15% da população senegalesa. Eles também são encontrados no norte da Gâmbia e no sul da Mauritânia.

## História
O povo sererê se originou no vale do rio Senegal, na fronteira do Senegal e da Mauritânia. Mudou-se para o sul nos séculos XI e XII, e novamente nos séculos XV e XVI, conforme suas aldeias foram invadidas e eles foram submetidos a pressões religiosas. Eles tinham uma cultura sedentária estabelecida e eram conhecidos por sua perícia agrícola.
Os povos sererês foram, historicamente, anotados como um grupo étnico matrilinear que resistiu por muito tempo à expansão do islamismo. Lutaram de encontro aos jiades no século XIX. A seguir, opuseram-se ao governo colonial francês. No século XX, a maioria deles se converteu ao islamismo (sufismo), mas alguns são cristãos ou seguem sua religião tradicional. A sociedade sererê, como outros grupos étnicos no Senegal, teve uma estratificação social caracterizada por castas e escravos endogâmicos.